# Kunzea clavata
Kunzea clavata är en myrtenväxtart som beskrevs av Toelken. Kunzea clavata ingår i släktet Kunzea och familjen myrtenväxter. Inga underarter finns listade i Catalogue of Life.